# Baie Misionis
La baie Misionis est une baie large de 1,6 km sur une longueur de 2,35 km bordant la côte nord-est de l'île Pickwick (îles Biscoe). 

## Cartographie
- British Antarctic Territory: Graham Coast, 1:200000 topographic map. DOS 610 Series, Sheet W 65 64. Directorate of Overseas Surveys, UK, 1971
- Antarctic Digital Database (ADD). 1:250000 topographic map of Antarctica. Scientific Committee on Antarctic Research (SCAR)